# Пчела-плотник фиолетовая
Пчела-пло́тник фиоле́товая, или шмель-пло́тник фиоле́товый (лат. Xylocopa violacea) — вид одиночных пчёл семейства Apidae. Крупное одиночное насекомое, один из пяти видов палеарктического подрода Xylocopa рода Xylocopa. 
Антофил, полилект.

## Описание
Длина тела — 20—28 мм, тело чёрное, однако грудь и, особенно, голова с синим металлическим блеском, крылья тёмные с фиолетовым отливом.
У самок второй членик жгутика усика равен по длине трём вместе взятым следующим, внешняя поверхность голени задней ноги с гладкой площадкой, по краям которой расположены маленькие зубцы. У самцов два последних членика усиков красные, последний — изогнутый; спинка среднегруди частично покрыта серыми волосками, тазики задних ног с зубцом.
Лёт имаго с конца середины апреля по конец сентября, спаривание происходит преимущественно весной. Гнёзда строит в сухих стволах и ветвях деревьев, деревянных постройках и телеграфных столбах, выгрызая в них ходы и строя  в них 10—12 смежных ячеек с перегородками из измельчённой древесины. В каждую ячейку помещает пыльцовую массу, сформированную в виде удлиненного тетраэдра, куда откладывается одно яйцо.
Даёт одно поколение в год. Молодые имаго зимуют в ходах в древесине.

## Распространение
Средиземноморско-азиатский вид. Вид встречается преимущественно в южной части Европы, в Крыму, на Кавказе, в Турции, в Передней Азии и на Ближнем Востоке, в Северной Африке, Центральной Азии.

## Охрана

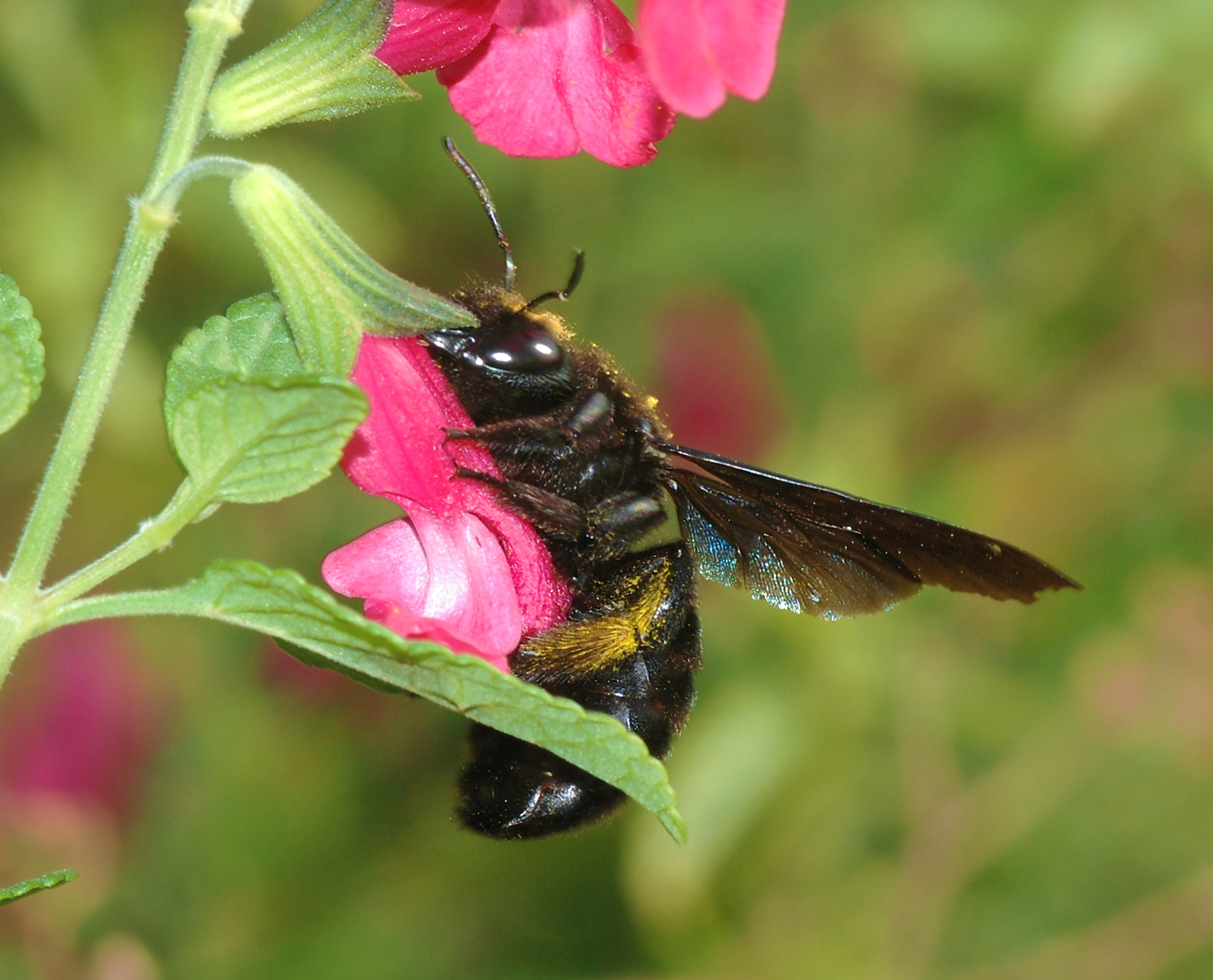
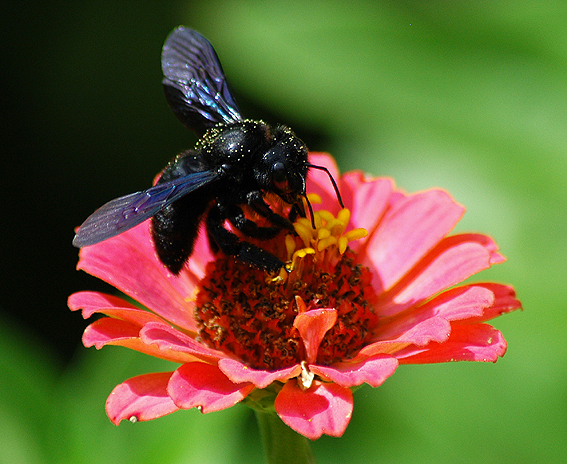
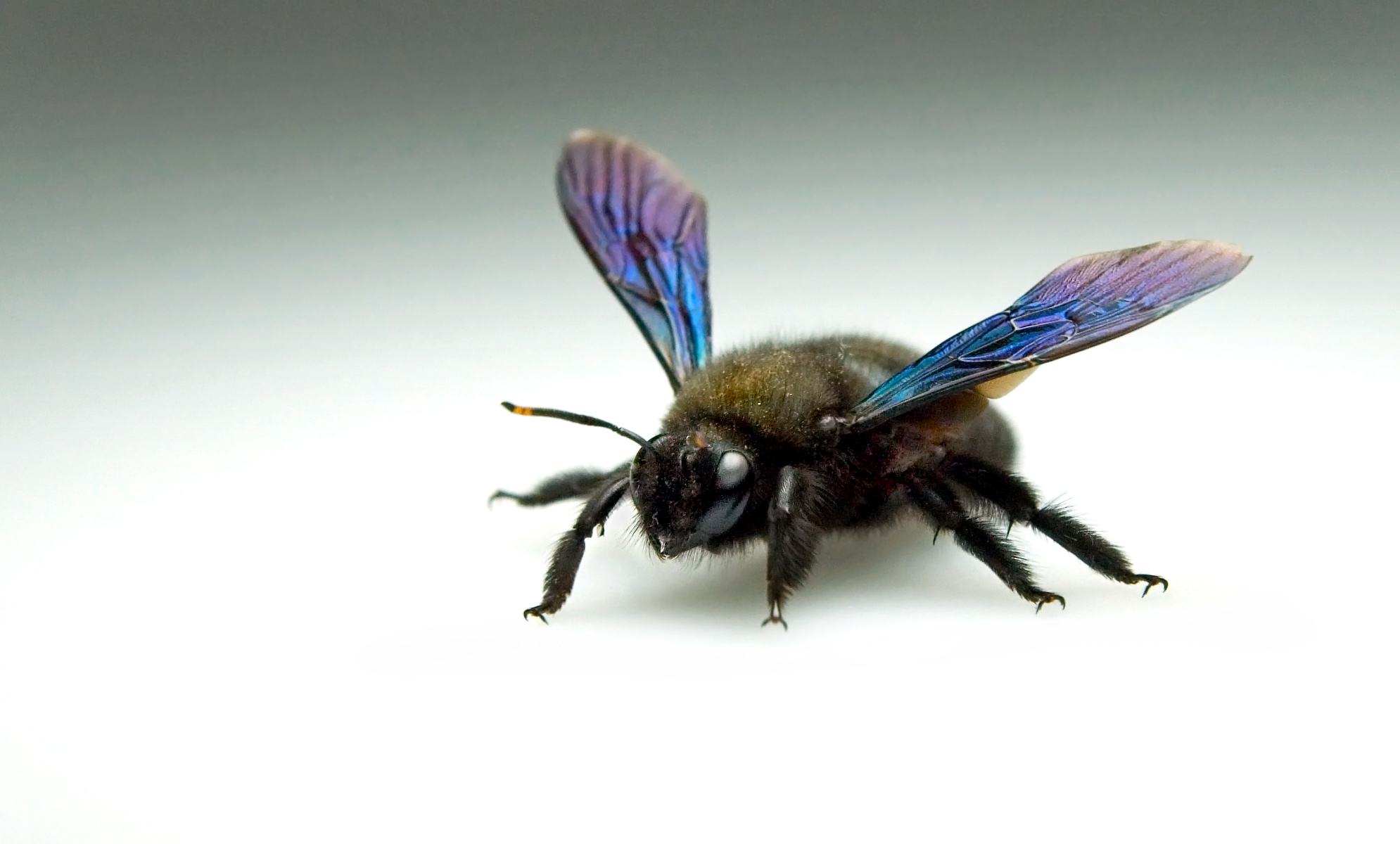

Внесён в Красную книгу Украины.